# Zihuatanejo
Zihuatanejo egy város Mexikó Guerrero államának tengerpartján. 2010-ben lakossága meghaladta a 67 000 főt.

## Földrajz

### Fekvése
A város a Csendes-óceán mellett, Guerrero állam nyugati részén helyezkedik el egy öböl partján, a Déli-Sierra Madre hegyei között. A település szélső utcái már ezekre a néhány száz méter magas hegyekre kúsznak fel. Közvetlen környezetében mezőgazdasági területek és vadonnal borított részek is megtalálhatóak.

### Éghajlat
A város éghajlata forró, nyáron és ősz elején igen csapadékos. Minden hónapban mértek már legalább 37 °C-os hőséget, a rekord elérte a 42 °C-ot is. Az átlagos hőmérsékletek a februári 25,2 és a júniusi 28,0 fok között váltakoznak, fagy nem fordul elő, sőt, a hőmérséklet 10 °C alá sem csökken. Bár a hónapok hőmérsékletében nincs sok eltérés az év során, a csapadék annál inkább egyenetlen eloszlású: az évi átlagosan 1054 mm csapadéknak több mint 90%-a a júniustól októberig tartó 5 hónapos időszak alatt hull.
| Hónap                                   | Jan. | Feb. | Már. | Ápr. | Máj. | Jún. | Júl. | Aug. | Szep. | Okt. | Nov. | Dec. | Év   |
| --------------------------------------- | ---- | ---- | ---- | ---- | ---- | ---- | ---- | ---- | ----- | ---- | ---- | ---- | ---- |
| Rekord max. hőmérséklet (°C)            | 38,0 | 38,0 | 37,0 | 38,0 | 41,0 | 39,0 | 42,0 | 41,0 | 38,0  | 39,0 | 38,0 | 38,0 | 42,0 |
| Átlagos max. hőmérséklet (°C)           | 31,5 | 31,6 | 31,5 | 32,3 | 32,9 | 32,6 | 32,6 | 32,5 | 31,9  | 32,4 | 32,1 | 31,8 | 32,1 |
| Átlaghőmérséklet (°C)                   | 25,5 | 25,2 | 25,6 | 26,5 | 27,4 | 28,0 | 27,8 | 27,9 | 27,5  | 27,6 | 27,0 | 26,1 | 26,9 |
| Átlagos min. hőmérséklet (°C)           | 19,4 | 18,8 | 19,7 | 20,8 | 22,0 | 23,4 | 23,0 | 23,2 | 23,0  | 22,8 | 21,8 | 20,4 | 21,5 |
| Rekord min. hőmérséklet (°C)            | 10,0 | 12,0 | 14,0 | 14,5 | 14,5 | 19,0 | 16,5 | 17,5 | 17,5  | 17,0 | 14,0 | 12,0 | 10,0 |
| Átl. csapadékmennyiség (mm)             | 23   | 8    | 4    | 1    | 17   | 186  | 158  | 196  | 327   | 111  | 17   | 7    | 1054 |
| Forrás: Servicio Meteorológico Nacional |      |      |      |      |      |      |      |      |       |      |      |      |      |

## Népesség
A település népessége a közelmúltban folyamatosan növekedett:
| Év   | Lakosság |
| ---- | -------- |
| 1990 | 37 328   |
| 1995 | 54 537   |
| 2000 | 56 853   |
| 2005 | 62 376   |
| 2010 | 67 408   |

## Története
A település neve a purepecsa nyelvből származik, amelyben az itzi jelentése „hegycsúcs”, a nejo jelentése pedig „sárga”, az egész névé pedig „a sárga hegy vize”.
A spanyolok megérkezése előtt az egész környező partvidéki terület a Cuitlatepan nevű tartomány részét képezte, a későbbi Zihuatanejo helyéhez legközelebb, attól kissé nyugatra, a Cihuatlán nevű város feküdt. A 15. században két népcsoport, a csumbiák és a pantékok éltek a vidéken, gazdaságuk fő alapját az ixtapai sóbányák képezték. A tenochtitlaniak a 15. század végén leigázták Cihuatlánt, és mivel annak lakói nem építettek tartós épületeket, ennek a településnek ma már romjai is alig láthatók.
A spanyolok megérkezése után kikötő épült Zihuatanejóban. 1527-ben innen indult el Álvaro de Saavedra Cerón három hajója a Fülöp-szigetek felé, amelyek végül felfedezték Új-Guinea északi partjait is. Ugyancsak jártak a kikötőben híres kalózok és hajósok is, köztük Francis Drake, William Dampier és George Anson. A spanyolok amellett, hogy elterjesztették a katolikus hitet a környék kis számú lakója között, erdőgazdálkodással és mezőgazdasággal (kakaó, gyapot, vanília és kukorica termesztésével) foglalkoztak. Zihuatanejo azonban nem növekedett nagy várossá.
A 19. századi eleji mexikói függetlenségi háború eseményei is elkerülték a vidéket, bár José María Morelos egyszer átvonult a guerrerói partokon Michoacán irányából, sőt, a kikötőt logisztikai célokra is felhasználta, de csatára nem került sor errefelé. Az 1824-es közigazgatási felosztás szerint Zihuatanejo México állam acapulcói kerületének tecpani partidójához tartozott, később a létrejövő Guerrero államhoz került, de önálló községgé csak 1953-ban alakult. 1911-ben a mexikói forradalom ide is elért, helyben a López családhoz tartozó négy testvér, Alfredo, Leonel, Héctor és Homero kezdte meg a harcot. A 20. század közepén még alig néhány százan éltek itt, de 1976-ban a kormány nagyszabású turisztikai fejlesztési tervet indított a térségben, így megindult Zihuatanejo azóta is tartó gyors növekedése.

## Turizmus, látnivalók
A város tengerpartjának köszönhetően népszerű üdülőhely, ahol minden turisztikailag fontos szolgáltatás elérhető. A városban parkok és szórakozóhelyek biztosítják a kikapcsolódást, valamint figyelemre méltó még a Nuestra Señora de Guadalupe-plébániatemplom és a város bejáratánál Vicente Guerrero szobra. Zihuatlanejónak múzeumai nincsenek.